# Ochsenkopfschule
Die Ochsenkopfschule (chinesisch 牛頭宗, Pinyin Niútóu zōng, W.-G. Niu-t'ou tsung) war eine Schule des chinesischen Chan-Buddhismus, die in der Tang-Dynastie neben der Nordschule von Shenxiu (神秀,  Shénxiù; 606?–706) und der Südschule von Huineng in Erscheinung trat.
Als ihre Gründergestalt gilt Farong (法融,  Fǎróng; 594–657), angeblich ein Schüler des vierten Patriarchen Daoxin (道信,  Dàoxìn; 580–651). Ihr Name ist abgeleitet vom Berg Ochsenkopf (im Süden von Nanjing), auf dem Farong vorwiegend lehrte.
Die Lehre der Ochsenkopfschule war stark vom Prinzip des Mittleren Weges der Sanlun zong, aber auch von der mächtigen Tiantai zong beeinflusst. Zum Synkretismus der Ochsenkopfschule gehörte auch die Namensanrufung des Buddhas Amitabha.

## Meister der Ochsenkopfschule
Nachfolgend werden die schriftlich bezeugten Meister der Ochsenkopfschule aufgeführt. Sie standen von Farong an alle in einem Meister-Schüler-Verhältnis der Dharma-Nachfolge, Zhiwei hatte zwei Jünger. Die Ochsenkopfschule erlosch schließlich mit dem letzten Meister in der achten Generation.
|                                            |                                            |                                            |                                            |                                            |                                            |  |  | Farong 法融, Fǎróng, Fa-jung 594–657                                    |                                   |                                   |                                   |                                   |                                   |  |  |  |  |  |  |  |  |  |  |  |  |
|                                            |                                            |                                            |                                            |                                            |                                            |  |  |                                                                         |                                   |                                   |                                   |                                   |                                   |  |  |  |  |  |  |  |  |  |  |  |  |
|                                            |                                            |                                            |                                            |                                            |                                            |  |  | Zhiyan 智巖, Zhìyán, Chih-yen 600–677                                   |                                   |                                   |                                   |                                   |                                   |  |  |  |  |  |  |  |  |  |  |  |  |
|                                            |                                            |                                            |                                            |                                            |                                            |  |  |                                                                         |                                   |                                   |                                   |                                   |                                   |  |  |  |  |  |  |  |  |  |  |  |  |
|                                            |                                            |                                            |                                            |                                            |                                            |  |  | Huifang 慧方, Huìfāng, Hui-fang 629–695                                 |                                   |                                   |                                   |                                   |                                   |  |  |  |  |  |  |  |  |  |  |  |  |
|                                            |                                            |                                            |                                            |                                            |                                            |  |  |                                                                         |                                   |                                   |                                   |                                   |                                   |  |  |  |  |  |  |  |  |  |  |  |  |
|                                            |                                            |                                            |                                            |                                            |                                            |  |  | Fachi 法持, Fǎchí, Fa-chih 635–702                                      |                                   |                                   |                                   |                                   |                                   |  |  |  |  |  |  |  |  |  |  |  |  |
|                                            |                                            |                                            |                                            |                                            |                                            |  |  |                                                                         |                                   |                                   |                                   |                                   |                                   |  |  |  |  |  |  |  |  |  |  |  |  |
|                                            |                                            |                                            |                                            |                                            |                                            |  |  | Zhiwei 智威, Zhìwēi, Chih-wei 646–722                                   |                                   |                                   |                                   |                                   |                                   |  |  |  |  |  |  |  |  |  |  |  |  |
|                                            |                                            |                                            |                                            |                                            |                                            |  |  |                                                                         |                                   |                                   |                                   |                                   |                                   |  |  |  |  |  |  |  |  |  |  |  |  |
|                                            |                                            |                                            |                                            |                                            |                                            |  |  |                                                                         |                                   |                                   |                                   |                                   |                                   |  |  |  |  |  |  |  |  |  |  |  |  |
| Huizhong 慧忠, Huìzhōng, Hui-chung 683–769 | Huizhong 慧忠, Huìzhōng, Hui-chung 683–769 | Huizhong 慧忠, Huìzhōng, Hui-chung 683–769 | Huizhong 慧忠, Huìzhōng, Hui-chung 683–769 | Huizhong 慧忠, Huìzhōng, Hui-chung 683–769 | Huizhong 慧忠, Huìzhōng, Hui-chung 683–769 |  |  | Xuansu 玄素, Xuánsù, Hsüan-su ?–?                                       | Xuansu 玄素, Xuánsù, Hsüan-su ?–? | Xuansu 玄素, Xuánsù, Hsüan-su ?–? | Xuansu 玄素, Xuánsù, Hsüan-su ?–? | Xuansu 玄素, Xuánsù, Hsüan-su ?–? | Xuansu 玄素, Xuánsù, Hsüan-su ?–? |  |  |  |  |  |  |  |  |  |  |  |  |
| Huizhong 慧忠, Huìzhōng, Hui-chung 683–769 | Huizhong 慧忠, Huìzhōng, Hui-chung 683–769 | Huizhong 慧忠, Huìzhōng, Hui-chung 683–769 | Huizhong 慧忠, Huìzhōng, Hui-chung 683–769 | Huizhong 慧忠, Huìzhōng, Hui-chung 683–769 | Huizhong 慧忠, Huìzhōng, Hui-chung 683–769 |  |  | Xuansu 玄素, Xuánsù, Hsüan-su ?–?                                       | Xuansu 玄素, Xuánsù, Hsüan-su ?–? | Xuansu 玄素, Xuánsù, Hsüan-su ?–? | Xuansu 玄素, Xuánsù, Hsüan-su ?–? | Xuansu 玄素, Xuánsù, Hsüan-su ?–? | Xuansu 玄素, Xuánsù, Hsüan-su ?–? |  |  |  |  |  |  |  |  |  |  |  |  |
|                                            |                                            |                                            |                                            |                                            |                                            |  |  | Jingshan Daoqin 徑山道欽, Jìngshān Dàoqīn, Ching-shan Tao-ch’in 714–792 |                                   |                                   |                                   |                                   |                                   |  |  |  |  |  |  |  |  |  |  |  |  |